# Pencak silat tại Đại hội Thể thao Đông Nam Á 2021
Pencak silat là một trong những môn thể thao được tranh tài tại Đại hội Thể thao Đông Nam Á 2021 ở Việt Nam. Môn Pencak Silat tại SEA Games 31 sẽ diễn ra từ ngày 10/5 tới ngày 16/5 tại Nhà thi đấu Bắc Từ Liêm.

## Địa điểm
| Hà Nội                       |
| ---------------------------- |
| Nhà thi đấu quận Bắc Từ Liêm |
| Sức chứa: 950                |
|                              |

## Nội dung thi đấu
Môn Pencak Silat tại SEA Games 31 có tổng cộng 16 nội dung thi đấu: 11 dành cho nam và 5 dành cho nữ.
Dù có tới 16 nội dung thi đấu nhưng Pencak Silat tại SEA Games 31 vẫn gói gọn trong hai nội dung chính: biểu diễn và đối kháng.
- Các nội dung biểu diễn: cá nhân nam, cá nhân nữ, đôi nam, đôi nữ đồng đội nam, đồng đội nữ.
- Các nội dung đối kháng: các võ sĩ sẽ tranh tài ở 10 hạng cân đối kháng (8 hạng cân dành cho nam và 2 hạng cân dành cho nữ).
| TT                                  | Nội dung                            | Hạng cân                            | Nam | Nữ |
| ----------------------------------- | ----------------------------------- | ----------------------------------- | --- | -- |
| 1                                   | TANDING (đối kháng)                 | Hạng B (50-55kg)                    | ✔   |    |
| 2                                   | TANDING (đối kháng)                 | Hạng C (55-60kg)                    | ✔   |    |
| 3                                   | TANDING (đối kháng)                 | Hạng D (60-65kg)                    | ✔   |    |
| 4                                   | TANDING (đối kháng)                 | Hạng E (65-70kg)                    |     | ✔  |
| 5                                   | TANDING (đối kháng)                 | Hạng F (70-75kg)                    | ✔   | ✔  |
| 6                                   | TANDING (đối kháng)                 | Hạng G (75-80kg)                    | ✔   |    |
| 7                                   | TANDING (đối kháng)                 | Hạng H (80-85kg)                    | ✔   |    |
| 8                                   | TANDING (đối kháng)                 | Hạng J (90-95kg)                    | ✔   |    |
| 9                                   | TANDING (đối kháng)                 | Open (95kg - 110kg)                 | ✔   |    |
| Tổng các hạng cân thi đấu đối kháng | Tổng các hạng cân thi đấu đối kháng | Tổng các hạng cân thi đấu đối kháng | 8   | 2  |
| 1                                   | SENI (biểu diễn)                    | Tunggal (đơn)                       | ✔   | ✔  |
| 2                                   | SENI (biểu diễn)                    | Ganda (đôi)                         | ✔   | ✔  |
| 3                                   | SENI (biểu diễn)                    | Regu (đồng đội)                     | ✔   | ✔  |
| Tổng các hạng cân thi đấu biểu diễn | Tổng các hạng cân thi đấu biểu diễn | Tổng các hạng cân thi đấu biểu diễn | 3   | 3  |
| Tổng số các nội dung theo giới tính | Tổng số các nội dung theo giới tính | Tổng số các nội dung theo giới tính | 11  | 5  |
| Tổng số các nội dung thi đấu        | Tổng số các nội dung thi đấu        | Tổng số các nội dung thi đấu        | 16  | 16 |

## Chương trình thi đấu
| Ngày  | Giờ           | Nội dung                               | Vòng      |
| ----- | ------------- | -------------------------------------- | --------- |
| 10/05 | 09:00 - 12:00 | Đối kháng - Nam hạng C (55-60 kg)      | Vòng loại |
| 10/05 | 14h30         | Biểu diễn - đôi nam                    | Chung kết |
| 10/05 | 15h30         | Biểu diễn - đồng đội nam               | Chung kết |
| 10/05 | 16h30         | Biểu diễn - đồng đội nữ                | Chung kết |
| 11/05 | 9:00          | Tanding                                | Vòng loại |
| 11/05 | 14:30 - 17:30 | Biểu diễn - đơn nam Biểu diễn - đôi nữ | Chung kết |
| 12/05 | 20:00         | Khai mạc Đại hội                       | VTV       |
| 13/05 | 09:00 - 12:00 | Đối kháng - Nam hạng C (55-60 kg)      | Tứ kết    |
| 13/05 | 14:30         | Tanding                                | Tứ kết    |
| 14/05 | 9:00          | Tanding                                | Bán kết   |
| 14/05 | 14:30         | Tanding                                | Bán kết   |
| 15/05 | 9:00          | Tanding                                | Chung kết |

## Bảng tổng sắp huy chương các nội dung
| Nội dung                                      | Vàng                                                             | Bạc                                                                                    | Đồng |
| --------------------------------------------- | ---------------------------------------------------------------- | -------------------------------------------------------------------------------------- | --- |
| Giải TANDING (đối kháng) Hạng B (50-55kg)     | Muhammad Khairi Adib Azhar · Malaysia                            | Khoirudin Mustakim · Indonesia                                                         | Sabidee Salaeh · Thái Lan |
| Giải TANDING (đối kháng) Hạng B (50-55kg)     | Muhammad Khairi Adib Azhar · Malaysia                            | Khoirudin Mustakim · Indonesia                                                         | Nguyễn Đình Tuấn · Việt Nam |
| Giải TANDING (đối kháng) Hạng C (55-60kg)     | Muhammad Hazim Bin Muhammad Yusli · Singapore                    | Muhamad Yachser Arafa · Indonesia                                                      | Chansamone Phomsopha · Lào |
| Giải TANDING (đối kháng) Hạng C (55-60kg)     | Muhammad Hazim Bin Muhammad Yusli · Singapore                    | Muhamad Yachser Arafa · Indonesia                                                      | Mohamad Hazim Amzad · Malaysia |
| Giải TANDING (đối kháng) Hạng E (65-70kg) nam | Adilan Chemaeng · Thái Lan                                       | Nguyễn Trung Phương Nam · Việt Nam                                                     | Bouavanh Khounphengkeo · Lào |
| Giải TANDING (đối kháng) Hạng E (65-70kg) nam | Adilan Chemaeng · Thái Lan                                       | Nguyễn Trung Phương Nam · Việt Nam                                                     | Ahmad Atif Irsyad Ahmad Zahidi · Malaysia |
| Giải TANDING (đối kháng) Hạng E (65-70kg) nữ  | Nurul Suhaila · Singapore                                        | Siti Shazwana Ajak · Malaysia                                                          | Janejira Wankrue · Thái Lan |
| Giải TANDING (đối kháng) Hạng E (65-70kg) nữ  | Nurul Suhaila · Singapore                                        | Siti Shazwana Ajak · Malaysia                                                          | Nguyễn Thị Cẩm Nhi · Việt Nam |
| Giải TANDING (đối kháng) Hạng F (70-75kg) nam | Trần Đình Nam · Việt Nam                                         | Abdul Raazaq Bin Abdul Rashid · Singapore                                              | Alvin Tanilon Campos · Philippines |
| Giải TANDING (đối kháng) Hạng F (70-75kg) nam | Trần Đình Nam · Việt Nam                                         | Abdul Raazaq Bin Abdul Rashid · Singapore                                              | Mohd Al-Jufferi Jamari · Malaysia |
| Giải TANDING (đối kháng) Hạng F (70-75kg) nữ  | Quàng Thị Thu Nghĩa · Việt Nam                                   | Siti Rahmah Mohamed Nasir · Malaysia                                                   | Rahmawati · Indonesia |
| Giải TANDING (đối kháng) Hạng F (70-75kg) nữ  | Quàng Thị Thu Nghĩa · Việt Nam                                   | Siti Rahmah Mohamed Nasir · Malaysia                                                   | Siti Khadijah Binti Mohamad Shahrem · Singapore |
| Giải TANDING (đối kháng) Hạng G (75-80kg)     | Nguyễn Tấn Sang · Việt Nam                                       | Sheik Ferdous Bin Sheik Alau’ddin · Singapore                                          | Mohd Fauzi Khalid · Malaysia |
| Giải TANDING (đối kháng) Hạng G (75-80kg)     | Nguyễn Tấn Sang · Việt Nam                                       | Sheik Ferdous Bin Sheik Alau’ddin · Singapore                                          | Suthat Bunchit · Thái Lan |
| Giải TANDING (đối kháng) Hạng H (80-85kg)     | Sheik Farhan Bin Sheik Alau’ddin · Singapore                     | Saranon Glompan · Thái Lan                                                             | Firdhana Wahyu Putra · Indonesia |
| Giải TANDING (đối kháng) Hạng H (80-85kg)     | Sheik Farhan Bin Sheik Alau’ddin · Singapore                     | Saranon Glompan · Thái Lan                                                             | Muhammad Robial Sobri · Malaysia |
| Giải TANDING (đối kháng) Hạng J (90-95kg)     | Sheik Farhan Bin Sheik Alau’ddin · Singapore                     | Saranon Glompan · Thái Lan                                                             | Firdhana Wahyu Putra · Indonesia |
| Giải TANDING (đối kháng) Hạng J (90-95kg)     | Sheik Farhan Bin Sheik Alau’ddin · Singapore                     | Saranon Glompan · Thái Lan                                                             | Muhammad Robial Sobri · Malaysia |
| Giải TANDING (đối kháng) Open (95kg - 110kg)  | Lê Văn Toàn · Việt Nam                                           | Billage Anak Nakang · Malaysia                                                         | Tri Juwanda Samsul Bahar · Indonesia |
| Giải SENI (biểu diễn) Tunggal (đơn) nam       | Iqbal Abdul Rahman (SGP)                                         | Ilyas Sadara (THA)                                                                     | Luqman Laji (MAS) Muhd Ali Saifullah Abdullah Md Suhaimi (BRU)                                                                                               |
| Giải SENI (biểu diễn) Tunggal (đơn) nữ        | Mary Francine Padios (PHI)                                       | Puspa Arumsari (INA)                                                                   | Poukky Salermbubpha (LAO) Vương Thị Bình (VIE) |
| Giải SENI (biểu diễn) Ganda (đôi) nam         | Malaysia · Mohd Taqiyuddin Hamid · Sazlan Yuga                   | Singapore · Muhammad Hazim · Muhammad Haziq                                            | Thái Lan · Abdulkarim Yusoh · Khairulmahdi Yusoh Việt Nam · Trần Đức Danh · Lê Hồng Quân                                                                     |
| Giải SENI (biểu diễn) Ganda (đôi) nữ          | Indonesia · Ririn Rinasih · Riska Hermawan                       | Việt Nam · Nguyễn Thị Thu Hà · Nguyễn Thị Huyền                                        | Malaysia · Nur Syazreen Abdul Malik · Nor Hamizah Abu Hassan Singapore · Nur Azlyana Binte Ismael · Sharifah Shazza Binte Samsuri                            |
| Giải SENI (biểu diễn) Regu (đồng đội) nam     | Thái Lan · Sobri Cheni · Abdulkarim Koolee · Abdulrahim Sidek    | Indonesia · Anggi Faisal Mubarok · Asep Yuldan Sani · Nunu Nugraha                     | Philippines · Jefferson Rhey Loon Abilay · James El Mayagma · Rick Rod Ortega Luarez Việt Nam · Vũ Tiến Dũng · Lưu Văn Nam · Nguyễn Xuân Thành               |
| Giải SENI (biểu diễn) Regu (đồng đội) nữ      | Việt Nam · Nguyễn Thị Thu Hà · Nguyễn Thị Huyền · Vương Thị Bình | Brunei · Nur Wasiqah Aziemah Rosihan · Norleyermah Haji Raya · Anisah Hajihah Abdullah | Malaysia · Merrywati Manuil · Siti Nur Khairunnisa Hail · Fatin Ardani Zamri Singapore · Iffah Batrisyia Binte Noh · Amirah Binte Sahrin · Nur Binte Ashikin |

## Bảng huy chương
| Hạng               | Đoàn               | Vàng | Bạc | Đồng | Tổng số |
| ------------------ | ------------------ | ---- | --- | ---- | ------- |
| 1                  | Việt Nam           | 6    | 2   | 5    | 13      |
| 2                  | Singapore          | 4    | 3   | 4    | 11      |
| 3                  | Malaysia           | 2    | 3   | 9    | 14      |
| 4                  | Thái Lan           | 2    | 2   | 4    | 8       |
| 5                  | Indonesia          | 1    | 5   | 3    | 9       |
| 6                  | Philippines        | 1    | 0   | 2    | 3       |
| 7                  | Brunei             | 0    | 1   | 1    | 2       |
| 8                  | Lào                | 0    | 0   | 3    | 3       |
| Tổng số (8 đơn vị) | Tổng số (8 đơn vị) | 16   | 16  | 31   | 63      |